# پرتسا
پرتسا (به ایتالیایی: Prezza) یک کومونه در ایتالیا است که در استان لاکویلا واقع شده‌است.

## خصوصیات
پرتسا ۱۹٫۷۱ کیلومترمربع مساحت و ۱٬۰۶۰ نفر جمعیت دارد و ۴۸۰ متر بالاتر از سطح دریا واقع شده‌است.